# 田宮流
田宮流（たみやりゅう）は、居合の始祖と言われる林崎甚助重信（林崎甚助）の五大高弟の一人、田宮重正が開いた居合と剣術の流派。現在、日本古武道協会に加盟し、全日本剣道連盟居合などで学ばれる古流の「田宮流居合術」については田宮神剣流で説明する。

## 概要
田宮重正は奥州出身の林崎甚助に従い、居合の奥義を会得したといわれている。当時の柄の平均的な長さよりも三寸程長い長柄の刀を考案、推奨した。
重正の息子である田宮長勝は、紀州藩初代藩主徳川頼宣に仕え、田宮流と称して千人以上の弟子に広めた。長勝の後は、平兵衛長家（長勝の嫡男） - 三之助朝成 - 次郎右衛門成道と続き、紀州藩での田宮流は、直系の五代目までを「古田宮流」、養子相続の六代目以降を「紀州田宮流」とも呼ぶ。
三代目長家は慶安5年（1651年）3月、紀州藩士で柳生宗矩の門人・木村助九郎とともに召されて将軍・徳川家光に上覧、田宮流の名を広めた。
長家の弟子の斉木三右衛門が江戸において田宮流を広めたため、それぞれの地域で独自の発展をしたものも多く、江戸時代中期以降、竹刀と防具を用いた打ち込み稽古を採用する系統もいくつか現れた。
徳川頼宣の次男・松平頼純が、紀州藩の分家である伊予西条藩に移った際、田宮対馬守長勝常円の弟子・江田儀左衛門によって、田宮流が伊予西条藩に伝えられている。

### 窪田派田宮流
天保12年(1841年)、旗本の窪田清音が田宮流居合を将軍・徳川家慶に上覧した。安政3年(1856年)に幕府が講武所を開設すると、窪田清音は男谷精一郎と共に頭取に就任、門下生の戸田忠道が剣術師範役、戸田忠昭が剣術教授方に就いている。幕府講武所頭取として当時の武術界大御所であった窪田清音は門人が兵学3000人、武術600人、「剣法略記」など剣術、兵学の専門書を130冊著したことから、田宮流は全国に広まった。いかなる条件でも十分に力を発揮できるように、特に「疾走」を習得するようにという指導は、当時の剣法家の指導としては斬新だった。
この系統は窪田派田宮流と呼ばれ、田都味嘉門、真貝忠篤、依田伴蔵を輩出、加藤田平八郎も窪田に学ぶために江戸に出た。
大津事件の大審院長として有名な児島惟謙、剣豪商人と称され、大阪商工会議所会頭を務めた土居通夫、初代宇和島町長の山崎惣六、吉田虎一らは宇和島藩士時代に、田都味嘉門の門下で窪田派田宮流を修業、免許皆伝を認められている。。壬生浪士の佐伯又三郎も窪田派多門鎗次郎（正文）の門人だった。
窪田清音が師範を務めた信濃松代藩は、第8代藩主・真田幸貫以下、高野武貞など藩士が清音の門人として田宮流を習得した。
真貝忠篤は、美濃大垣藩士として戊辰戦争を生き残り、維新後は警視庁撃剣世話掛、宮内省皇宮警察師範を勤め、根岸信五郎（神道無念流）、得能関四郎（直心影流）とともに「東都剣術三元老」と呼ばれ明治後期の剣術家の間で大御所的存在であった。

## 伝系
下に記すものは完全ではない。田宮の名が冠された系統を記載し、他は省略した。省略部分は居合術#流派や、関連流派のリンクも参照。
- 田宮流（流祖・田宮重正の伝えた流儀。ただし重正自身は「田宮流」と称していない）
  - 紀州藩田宮流（田宮重正の嫡子・田宮長勝の系統）
    - 西条藩田宮流（田宮長勝の門人・江田儀左衛門の系統）
      - 田宮神剣流

    - 福井藩田宮流（田宮長家の子・田宮岡之丞長就の系統）
    - 徳島藩田宮流（田宮長家の子（?）・田宮与兵衛の系統）
    - 岡山藩田宮流（田宮長家の門人・垣見半左衛門と岡野右太夫の系統。歴代藩主に学ばれた）
    - 窪田派田宮流（田宮朝成の門人・斉木三右衛門清勝の系統。前項で詳述）

  - 多宮流（加賀藩田宮流。田宮重正の門人・土屋市兵衛良住の系統。藩校「経武館」で教授された）
  - 水戸藩田宮流（田宮重正の門人・三輪源兵衛の系統。水戸藩士・朝比奈夢道によって当藩に伝えられたが、香川にも伝承された形跡あり）
    - 新田宮流

  - 長田宮流（無楽流。田宮重正の門人・長野無楽斎槿露の系統）
    - 林崎田宮流（庄内藩田宮流。長野の門人・白井庄兵衛成澄の系統。藩主とその側近たちの間で稽古された）
    - 平戸藩田宮流（長野の門人・白井惣吉奇則の系統。第九代藩主・松浦清が皆伝した）
    - 一宮流（長野の門人・一宮左太夫照信の系統）
      - 南部藩田宮流（一宮の門人・武川与兵衛信重の系統。この系統の門人には玄武館四天王の一人・森要蔵がいる）
- その他（上記のいずれの系統にも当てはまらないものの、田宮流を名乗った流儀。田宮長谷川流、久留米藩田宮流など。久留米藩伝は伯耆流と関連性強し）

＊紀州藩田宮流の系譜

（林崎甚助重信→）田宮平兵衛重正（田宮対馬守）→田宮対馬守長勝→田宮兵衛尉長家→田宮三之助朝成→田宮次郎右衛門成道→・・・

＊窪田派田宮流の系譜

（林崎甚助重信→）田宮平兵衛重正（田宮対馬守）→田宮対馬守長勝→田宮兵衛尉長家→田宮三之助朝成→斉木三右衛門清勝→露木伊八郎高寛→塚原十郎左衛門昌勝→平野匠八尚賢→窪田助太郎清音→・・・
紀州藩田宮流は、流祖・田宮重正が伝えた田宮流の正統な継承流儀であり、田宮家が代々その伝承を務め、紀州藩に後世まで伝えられた。ただし前述のように、五代目・田宮次郎右衛門成道より後は、田宮家の嫡子ではなく、高弟が代々田宮の名を継承する形をとった。なお紀州藩伝では、自らを「田宮流」と称した二代目・田宮対馬守長勝を初代としている。紀州藩以外にも伝えられ、有名なところに、江戸では窪田清音がその流儀を継承、西条藩では「田宮神剣流」として独自に発展している。
徳川家康が評価した二代目・田宮長勝の功から、同流には「美の田宮」「位の田宮」という惜しみない賛辞が贈られるに至ったという。なお、その後も田宮長家や窪田清音が徳川将軍へ上覧したほか、藩主クラスの人物に学ばれた系統も複数あることから、実際、居合流派の中では格式ある一門であったようである。
田宮流は廃藩置県後も多くの地域で伝承されていたが、多くは失伝したと考えられている。田宮の名を残して現存する田宮神剣流（現・田宮流居合術）や新田宮流は、伝承地で独自に発展しており、かつての田宮流（紀州田宮流など）とはその内容が大きく異なったものとなっている。
かつての田宮流に近い内容を伝えていた流派の中で、現存しているものは、長野無楽斎系の林崎新夢想流のみである（民弥流も比較的近い内容を伝えている）。なお近年では、各地の有志が、かつての田宮流の趣を色濃く残す、窪田派田宮流や林崎田宮流の形の復元に務めている。